# Йоганн Пауль фон Вестгоф
Йоганн Пауль фон Вестгоф (нім. Johann Paul von Westhoff; 1656, Дрезден — 1705, Веймар) — німецький скрипаль та композитор.
Зробив вагомий внесок у розвиток поліфонної гри на скрипці. Його скрипкова сюїта (1683) стала першим кількачастинним твором для солової скрипки, нині відомим. Як виконавець гастролював у Франції, Італії, Нідерландах, Англії.